# Condono
Il condono, in diritto, è un provvedimento emanato dal legislatore o dal governo, tramite il quale i cittadini che vi aderiscono possono ottenerne l'annullamento, totale o parziale, di una pena o di un tributo (es. condono fiscale/tributario, condono edilizio ecc...).

## Storia
Il più grande condono fiscale mai attuato nella storia del Vecchio Continente è avvenuto durante l'Impero Romano. Nel 118, l'imperatore Adriano, da pochi mesi al potere come nuovo Cesare, decise di conquistare il più rapidamente possibile la simpatia e il consenso di tutti i cittadini dell'Impero: da quelli che vivevano a Roma fino ai residenti dei piccoli villaggi nelle province più lontane. Per ottenere questo obiettivo varò quello che a oggi è considerato il più grande condono fiscale di tutti i tempi: con un solo e impetuoso atto di generosità contabile, Adriano cancellò tutti i debiti erariali dei contribuenti romani accumulatisi nei precedenti sedici anni.
L'ammontare del denaro a cui Roma rinunciò, lasciandolo ai contribuenti, fu di oltre 900 000 000 di sesterzi, che, complessivamente, rappresentava quasi l'intero gettito che l'Impero Romano raccoglieva annualmente dalle entrate fiscali. Questo gesto di magnanimità, da cui nessuno fu escluso, continua a occupare, nella storia della contabilità, il posto più alto nella graduatoria degli atti perdonali di carattere tributario mai emanati in Europa.

## Descrizione
Solitamente, il procedimento si compie con il pagamento di una certa somma di denaro, che può variare, caso per caso, anche in relazione alla tipologia e all'entità di ciò che si intende condonare.
Inoltre, nel momento in cui viene varato, il Parlamento ne definisce il raggio d'azione, cioè i limiti del medesimo, stabilendo, fra le varie tipologie di reati e di comportamenti sanzionabili su cui insiste, quali rientrino o meno nell'alveo della condonabilità. Per sua natura, il condono è un provvedimento la cui partecipazione è sempre facoltativa, e ciascun cittadino è libero di decidere se aderirvi o meno.

### Le ragioni alla base
Le ragioni che spingono a varare un condono, generalmente su indicazione del Ministro dell'economia e delle finanze, sono molteplici, ma la più importante è il bisogno di assicurarsi, per tramite di un'auspicata massiccia adesione da parte dei contribuenti, un consistente afflusso di denaro extra gettito nelle casse dello Stato come ad esempio in situazioni di deficit pubblico nei conti dello Stato (bilancio statale).
I condoni sono talvolta conseguenti a riforme, più o meno radicali, dell'intero sistema tributario, per cui si applica questo provvedimento al fine di fare tabula rasa del passato e ripartire ex novo con le nuove normative. I condoni vengono emanati anche per smaltire tutte le pratiche legali e i contenziosi processuali che si trascinano per anni nei tribunali e che, pertanto, rischiano di cadere in prescrizione o, comunque, di non raggiungere mai la fine, con un possibile danno per le casse dello Stato.
Lo strumento del condono può consentire l'allargamento o comunque l'arricchimento della base imponibile per le dichiarazioni dei redditi future a esso. Questo si verifica poiché quei contribuenti che decidono di approfittare del condono per sanare le proprie irregolarità, da quel momento in poi sono indotti a mantenere quel livello di reddito condonato, in quanto, se tornassero a dichiararne uno inferiore, rischierebbero di esporsi a tempestive verifiche e accertamenti tributari.

### Tipologia
Alcuni esempi di condono sono:
- Condono fiscale (o "condono tributario"): è un dispositivo normativo che ha come oggetto principale le imposte e le tasse. Sana comportamenti illeciti o irregolari effettuati dal contribuente e riguarda, soprattutto, dichiarazioni dei redditi errate, infedeli o assenti. Talvolta può riferirsi solo ad alcune tipologie di violazioni; quando, invece, sana per intero e in via definitiva la posizione del contribuente dinanzi al fisco, assume il nome di "condono tombale".
- Condono edilizio: previa autodenuncia, sana fenomeni di abusivismo nell'ambito delle regole di costruzione, di ampliamento o di modifica di natura edile.
- Condono valutario (o "scudo fiscale"): è uno strumento grazie al quale chi ha esportato illecitamente capitali all'estero, può reintrodurli in Italia pagando una sanzione la cui entità è solitamente proporzionata all'ammontare della somma esportata.
- Condono previdenziale: interviene soprattutto nell'ambito dei mancati versamenti spettanti agli enti di previdenza sociale, come l'INPS, relativi a personale dipendente stipendiato in modo non ufficiale; riguarda quei datori di lavoro che hanno assunto e pagato in "nero" tutti o alcuni loro dipendenti, senza versare i relativi contributi previdenziali previsti dalla legge.

## Nel mondo

### Italia
Gli esempi più comuni sono il condono fiscale e il condono edilizio, ma esistono anche altre forme, come il condono valutario, previdenziale, assicurativo, immobiliare, ecc., oltre a specifici condoni che fanno riferimento a singole tasse, come, ad esempio, quella sui rifiuti o altre simili.
Secondo la CGIA di Mestre, tutti i condoni varati dal 1973 al 2005 avrebbero prodotto un incasso totale di 104,5 miliardi di euro (in valuta 2005), ossia una somma pari all'evasione fiscale di un solo anno, valutata in circa 100 miliardi di euro. Secondo Fiscooggi.it (rivista online dell'Agenzia delle entrate) tale cifra sarebbe ben più bassa e pari a circa 26 miliardi di euro dal 1973 al 2005. Solo i condoni fiscali di 1989 e 1992 hanno superato le attese di gettito, mentre tutti gli altri casi hanno disatteso profondamente le aspettative. Non è inoltre garantito il gettito a seguito delle dichiarazioni di richiesta di accesso al condono: nel novembre 2008 la Corte dei Conti stimava in 5,2 miliardi di euro (sui 26 totali) il gettito ancora da incassare per il condono edilizio e fiscale del 2003-04, ossia il 20%.
Dal 1973 ad oggi sono stati varati diversi condoni:
- 1973 - Governo Rumor IV - Ministro delle finanze Emilio Colombo (condono fiscale)[4]
- 1982 - Governo Spadolini I - Ministro delle finanze Rino Formica (condono fiscale)
- 1985 - Governo Craxi I - Ministro delle finanze Bruno Visentini (condono edilizio)
- 1991 - Governo Andreotti VI - Ministro delle finanze Rino Formica (condono fiscale)
- 1995 - Governo Dini - Ministro delle finanze Augusto Fantozzi (condono edilizio e concordato fiscale)
- 2003 - Governo Berlusconi II - Ministro dell'economia e delle finanze Giulio Tremonti (condono edilizio e fiscale)
- 2009 - Governo Berlusconi IV - Ministro dell'economia e delle finanze Giulio Tremonti (scudo fiscale in vigore dal 2 ottobre 2009)[5][6]
- 2013 - Governo Letta - Ministro dell'economia e delle finanze Fabrizio Saccomanni (condono fiscale)[7][8]

### Australia
L'Australia ha implementato diversi programmi di amnistia fiscale in passato, tra cui l'iniziativa "Project DO IT" nel 2014 e la "Taxation Amnesty Initiative" nel 2007. L'iniziativa di amnistia fiscale era un programma unico che consentiva a individui e imprese qualificati di rivelare eventuali passività fiscali che non sono stati segnalati o sono stati sottostimati senza subire conseguenze legali. Il programma prevedeva un’aliquota di penalità ridotta per coloro che rivelavano volontariamente i propri obblighi fiscali. L'iniziativa si è conclusa il 31 gennaio 2008. Lo scopo del progetto DO IT era motivare le persone e le aziende a rivelare eventuali redditi o plusvalenze non dichiarati o sottostimati all'Ufficio fiscale australiano (ATO). Coloro che hanno scelto di rivelare volontariamente i propri obblighi fiscali hanno avuto la possibilità di ricevere sanzioni ridotte e protezione contro i procedimenti penali. Il programma si è concluso ufficialmente il 19 dicembre 2014. Durante l'amnistia fiscale australiana nel 2014, migliaia di ricchi australiani hanno dichiarato miliardi di dollari in beni non tassati e redditi nascosti in conti bancari in altri paesi come la Svizzera.

### Belgio
Nel 2004, il Parlamento belga ha adottato una legge che consente alle persone soggette all'imposta belga sul reddito di regolarizzare i beni non dichiarati o non tassati che possedevano prima del 1 giugno 2003. Il governo ha aumentato la quota esentasse per le persone fisiche da una quota da 10.160 euro a 13.500 euro. La legge mira a eliminare l'attuale sistema fiscale che valuta forfettariamente alcuni benefici in natura, determinando un importo fiscale inferiore al loro valore reale. Con il nuovo sistema, alcuni benefici in natura, come l’alloggio gratuito, i servizi pubblici o il personale domestico forniti da una società al suo amministratore, saranno tassati al loro valore reale. Per le grandi aziende, le modifiche proposte dallo Stato al regime del "reddito tassato in modo definitivo" (RDT/DBI) richiederebbero che le azioni siano possedute con un legame specifico e duraturo tra la società azionista e la società le cui azioni sono detenute. Il precedente sistema in due fasi, che prevedeva l'inclusione dei dividendi nella base imponibile della società azionista e la loro detrazione, potrebbe trasformarsi in una pura esenzione dei dividendi. Inoltre, le modifiche proposte potrebbero eliminare il regime fiscale vantaggioso per le società di investimento noto come "SICAV RDT"/DBI-Bevek." La riforma fiscale attuata in Belgio nel 2017 ha comportato cambiamenti strutturali significativi che miravano ad ampliare la base imponibile riducendo al contempo l'aliquota fiscale complessiva.

### Canada
Il Canada gode di un'amnistia fiscale ai sensi sia dell'Income Tax Act per i reati legati all'imposta sul reddito, sia dell'Excise Tax Act per le questioni GST/HST (imposta su beni e servizi/imposta sulle vendite armonizzata). L'amnistia fiscale viene definita dall'Agenzia delle Entrate canadese Voluntary Disclosure Program (VDP) e ha la sua autorità statutaria ai sensi della sottosezione 220 (3.1) dell'Income Tax Act e delle sezioni 88 e 281.1 dell'ETA che stabiliscono le regole per richieste di sgravi dei contribuenti. Questo sgravio è disponibile per un periodo di 10 anni prima della data di deposito e copre le dichiarazioni dei redditi non presentate e le dichiarazioni di informazioni non presentate come i moduli di asset offshore T1135 o T1134, nonché l'evasione fiscale sotto forma di reddito non dichiarato o spese dichiarate in eccesso o detrazioni. I contribuenti aventi diritto riceveranno uno sgravio completo della sanzione, eviteranno ogni possibile procedimento giudiziario per evasione fiscale e potranno ottenere alcune riduzioni degli interessi.

### Francia
Nel 1986, il governo di Jacques Chirac decise un condono fiscale per le imprese e gli individui che avevano nascosto profitti o entrate nei paradisi fiscali. Le aziende e gli individui che riportavano i loro soldi in Francia dovevano pagare un tasso forfettario del 10%. Nel 1986 più di 16 miliardi di franchi tornarono in Francia.

### Germania
Nel 2004 la Germania ha concesso un condono fiscale in relazione all'evasione fiscale.

### Grecia
Il 30 settembre 2010, il Parlamento ellenico ha ratificato una legislazione promossa dal governo greco nel tentativo di aumentare le entrate, garantendo l’amnistia fiscale a milioni di cittadini greci pagando solo il 55% dei debiti pendenti. Nel 2011, la Commissione europea ha chiesto alla Grecia di modificare la propria legislazione fiscale poiché il suo condono fiscale era considerato discriminatorio e incompatibile con i trattati dell'Unione europea.

### India
Il governo indiano ha consentito alle persone di dichiarare i propri redditi non dichiarati nel sistema di dichiarazione dei redditi del 2016 e di pagare un totale di tasse pari al 45% per una liquidazione una tantum. Sono state effettuate circa 64.275 dichiarazioni per un importo di 652,5 miliardi di ₹ (9,4 miliardi di dollari). Il piano faceva seguito alla demonetizzazione avvenuta quando il primo ministro Narendra Modi ha rottamato le banconote da 500 e 1000 rupie nel tentativo di stanare denaro guadagnato attraverso attività illegali, o guadagnato legalmente ma mai divulgato.

### Indonesia
Dopo diversi programmi di condono fiscale lanciati nel 1964, 1984 e 2008, l'Indonesia ha applicato un altro condono fiscale nel 2016. Dopo 3 periodi consecutivi di 3 mesi nel 2016 e nel 2017, terminati il 31 marzo 2017, l'impegno di rimpatrio è stato di 146,6 trilioni di rupie, ma la realizzazione è stata 128,3 trilioni di rupie o circa 9,61 miliardi di dollari. Mentre la dichiarazione patrimoniale ammontava a 4.855 trilioni di rupie da parte di 956.000 contribuenti. Il risultato è molto positivo. È un nuovo record mondiale quello che fa crollare il programma di condono fiscale dell'Italia del 2009 con 1.179 trilioni di rupie e 59 trilioni di rupie rimpatriate.

### Malesia
È stato introdotto durante l'annuncio del Bilancio 2019 il 2 novembre 2018. A partire da giugno 2023 fino alla fine del 2024, il governo ha suggerito di implementare un altro ciclo di un programma chiamato Programma speciale di divulgazione volontaria. Ciò fornirebbe una rinuncia completa alle sanzioni e la partecipazione degli individui sarebbe volontaria. Jagdev Singh, leader di Pwc Tax in Malesia, ha affermato che queste aggiunte al programma 2019 contribuirebbero positivamente alle entrate governative come la precedente amnistia per le imposte dirette ha introdotto tasse e sanzioni aggiuntive per quasi RM8 miliardi.

### Norvegia
La Norvegia ha implementato un programma di amnistia fiscale nel periodo 2008-2016 per i contribuenti che avevano beni non divulgati nascosti all'estero. I contribuenti che hanno rivelato i loro beni non hanno dovuto affrontare sanzioni o sanzioni penali. Uno studio del 2022 ha rilevato che ciò ha portato circa 1.500 persone a rivelare i propri beni. Le tasse pagate da questi individui successivamente sono aumentate del 30%.

### Pakistan
Il Pakistan ha introdotto un programma di amnistia fiscale nel 2018 che frutta 1 miliardo di dollari o 121 miliardi di rupie di entrate fiscali da individui, associazioni di persone e società che dichiarano i propri beni in questo programma.

### Filippine
Le Filippine hanno introdotto la legge sull'amnistia fiscale del 2019 o legge della Repubblica n. 11213, che è stata firmata in legge il 14 febbraio 2019, con un messaggio di veto del presidente Rodrigo R. Duterte. La predetta Legge è stata pubblicata sulla Gazzetta Ufficiale il 18 febbraio 2019 ed è entrata in vigore il 5 marzo 2019, ossia dal quindicesimo giorno successivo alla pubblicazione ufficiale. Di conseguenza, l’Ufficio delle Entrate, che è la principale agenzia di riscossione del governo, ha pubblicato le norme e i regolamenti di attuazione sull’utilizzo dell’amnistia fiscale, due dei quali sono il Regolamento sulle entrate n. 4-2019: Amnistia sulle delinquenze fiscali emesso il 5 aprile 2019 e il regolamento sulle entrate n. 6-2019: amnistia fiscale sugli immobili emesso il 29 maggio 2019.

### Portogallo
Il Portogallo ha introdotto condoni fiscali nel 2005 e nel 2010. Il programma "Regressar" è stato introdotto in Portogallo nel 2019 con l'obiettivo di invogliare gli espatriati portoghesi che hanno lasciato il paese prima del 2015 a tornare e contribuire alla crescita del paese. Il programma comprende un'iniziativa di amnistia fiscale che consente ai soggetti con obblighi fiscali non pagati di saldare i propri debiti con sanzioni e tassi di interesse ridotti. Per poter beneficiare del programma, gli individui devono soddisfare criteri specifici come il mantenimento della residenza fiscale in Portogallo per almeno tre anni. Questo programma è stato prorogato fino alla fine del 2023 ed è stato considerato un successo dal governo, con molti individui che hanno approfittato dell’opportunità di normalizzare il proprio status fiscale e investire nel Paese.

### Russia
Nel 2007, un programma di condono fiscale russo ha raccolto 130 milioni di dollari nei primi sei mesi. Il programma russo non era aperto a chiunque fosse stato precedentemente condannato per reati fiscali come l’evasione fiscale.

### Sudafrica
Nel 2003, il Sudafrica ha promulgato la legge sull’amnistia sul controllo dei cambi e sulla modifica delle leggi fiscali, un’amnistia fiscale. In passato in Sudafrica sono state attuate diverse iniziative di amnistia fiscale. Il programma più recente è stato denominato "Special Voluntary Disclosure Program", introdotto nel 2017 e conclusosi nell'agosto dello stesso anno. La SARS ha considerato il programma un successo, con oltre 2.000 contribuenti che hanno utilizzato il programma per rivelare i loro beni e redditi offshore precedentemente non divulgati. Tuttavia, i contribuenti che non hanno rivelato i propri beni e redditi offshore dopo la conclusione del programma rischiano sanzioni sostanziali e la possibilità di procedimenti penali se rilevati dalla SARS.

### Spagna
Nel 2012, il ministro spagnolo dell'Economia e della Competitività Cristóbal Montoro ha annunciato un'amnistia contro l'evasione fiscale per i beni non dichiarati o nascosti nei paradisi fiscali. Il rimpatrio sarebbe consentito pagando una tassa del 10%, senza alcuna sanzione penale.

### Stati Uniti
Molti stati americani hanno avuto condoni fiscali. La città di Los Angeles ha raccolto 18,6 milioni di dollari nel suo programma di amnistia fiscale del 2009, sostenendo che l'importo era di 8,6 milioni di dollari in più rispetto a quanto previsto e che le imprese avevano risparmiato 6,7 milioni di dollari in sanzioni. Lo stato della Louisiana ha incassato 450 milioni di dollari dal suo programma di amnistia fiscale del 2009, tre volte di più di quanto previsto, secondo il governatore repubblicano Bobby Jindal.
La Divisione Investigativa Penale dell'IRS ha una pratica di lunga data nel concedere l'amnistia fiscale ai contribuenti che hanno commesso reati fiscali, solitamente evasione fiscale. Dopo la seconda guerra mondiale, la politica amministrativa dell'Internal Revenue Service era quella di concedere l'amnistia dai procedimenti penali ai contribuenti che rivelavano volontariamente il mancato pagamento delle tasse. Sebbene protetti da procedimenti penali, tali contribuenti erano comunque soggetti a sanzioni civili o interessi applicati rispetto alle tasse inadempienti.
In un disegno di legge del Senato degli Stati Uniti del 2007, che non è diventato legge, è stata proposta un'amnistia fiscale per gli immigrati clandestini. L'amnistia fiscale fu sostenuta dall'allora presidente George W. Bush e dal suo segretario per la sicurezza nazionale Michael Chertoff.
Il 26 giugno 2012, il commissario dell'IRS Doug Shulman ha affermato che i programmi di divulgazione volontaria offshore dell'IRS hanno finora raccolto più di 5 miliardi di dollari in imposte arretrate, interessi e sanzioni da 33.000 dichiarazioni volontarie effettuate nell'ambito dei primi due programmi.